# (1270) Datura
(1270) Datura – planetoida z grupy pasa głównego asteroid okrążająca Słońce w ciągu 3 lat i 125 dni w średniej odległości 2,23 au. Została odkryta 17 grudnia 1930 roku w obserwatorium w Williams Bay przez George’a Van Biesbroecka. Nazwa planetoidy pochodzi od łacińskiej nazwy bieluni – rodzaju roślin z rodziny psiankowatych. Przed nadaniem nazwy planetoida nosiła oznaczenie tymczasowe (1270) 1930 YE.